# エネディ州
エネディ州（エネディしゅう、フランス語: La région de l'Ennedi、アラビア語: منطقة إنيدي , Minṭaqâtu Innīdī）は、チャドにかつて存在した州。州都はファダ。チャド北東端に位置し、州域のほとんどがサハラ砂漠である。面積は21.1万平方キロメートル、人口は約17万人（2009年国勢調査）。
2008年2月19日、ボルク＝エネディ＝ティベスティ州の分割に伴い設置された。2012年9月4日、同州は廃止され東エネディ州と西エネディ州に分割された。

## 行政区画
2県（Département）から構成されていた。この2県はボルク＝エネディ＝ティベスティ州時代は東エネディ県（県都：バハイ）、西エネディ県（県都：ファダ）と呼ばれていたが、エネディ州の成立に伴いそれぞれ改称し、県都を変更した。2012年の分割時は県の旧称が新たな州名として復活した。
- ワディ・ハワール県（英語版） - 県都はアムジャラス。2008年までは東エネディ県、2012年以降は東エネディ州。
- エネディ県（英語版） - 県都はファダ。2008年までは西エネディ県、2012年以降は西エネディ州。